# 和歌山芋螺
和歌山芋螺（学名：Conus wakayamaensis），是新腹足目芋螺科芋螺属的一种。其种加词“wakayamaensis”意为“日本和歌山的”。主要分布于越南、台湾，常栖息在浅海沙底。